# Arabela jezik
Arabela jezik (chiripuno, chiripunu; ISO 639-3: arl), jezik Indijanaca Arabela kojim se služi 50 ljudi (2002 SIL) od 500 etničkih Arabela, u dva sela na rijeci Arabela, pritoci Napoa. Po ddrugim podacima 150 govornika od 300 Arabela (1989 SIL).
Arabela je priznat službenim jezikom, i jedan je od jezika porodice zaparo. Članovi etničke grupe upotrebljavaju i quechua i španjolski. Pismo: latinica.

## Glasovi (fonemi)
18: p "t k "s S m "n "r j w h i "e a "o u au ai

## Vanjske poveznice
- Ethnologue (14th)
- Ethnologue (15th)